# Clytia iridescens
Clytia iridescens is een hydroïdpoliep uit de familie Campanulariidae. De poliep komt uit het geslacht Clytia. Clytia iridescens werd in 1906 voor het eerst wetenschappelijk beschreven door Maas. 